# Етнофолизъм
Етнофолизъм (от старогр. ἔθνος — „племе“, „етнос“ + на старогръцки: φαῦλος — „лош“, „безполезен“), също изразителен етноним — екзоетноним с негативна конотация . Принадлежи към пейоративната лексика на разговорната реч .